# Canton de Rodez-Est
Le canton de Rodez-Est est une ancienne division administrative française située dans le département de l'Aveyron et la région Midi-Pyrénées.

## Géographie
Ce canton regroupait l'est de Rodez (frontalière avec le Monastère), la ville du Monastère en elle-même et plus au nord est la ville de Sainte-Radegonde. C'est dans cette lignée que le canton de Rodez-Est représente, à titre plus général, l'est de l'agglomération du Grand Rodez[pas clair].

## Histoire

### Conseillers généraux du canton de Rodez (1833 à 1973)
| Période | Période      | Identité                                   | Étiquette          | Qualité |
| ------- | ------------ | ------------------------------------------ | ------------------ | --- |
| 1833    | 1835 (décès) | Amans Joseph Henry de Séguret (1784-1835)  | Constitutionnel    | Président du Tribunal de Rodez |
| 1835    | 1840 (décès) | Hippolyte Monseignat du Cluzel (1764-1840) |                    | Avocat Adjoint au maire de Rodez |
| 1840    | 1842         | Henri Carcenac (1790-1855)                 |                    | Industriel, banquier, maire de Rodez, conseiller d'arrondissement                                                                                             |
| 1842    | 1848         | Louis-Joseph de Saunhac (1797-1877)        |                    | Vice-Président du Tribunal civil de Rodez |
| 1848    | 1852         | Jean Ignace François Delcamp               |                    | Greffier en chef du Tribunal de Grande Instance de Rodez |
| 1852    | 1867         | Louis-Joseph de Saunhac                    |                    | Vice-Président du Tribunal civil de Rodez |
| 1867    | 1871         | Adrien Rozier                              |                    | Médecin-chef des hospices et des prisons Maire de Rodez (1852-1869), conseiller d'arrondissement                                                              |
| 1871    | 1874         | Félix Hippolyte Monseignat du Cluzel       | Centre ministériel | Conseiller de préfecture à Rodez Député (1840-1844) |
| 1874    | 1895         | Pierre Lacombe                             | Monarchiste        | Avocat Sénateur (1885-1894) |
| 1895    | 1922         | Louis Lacombe                              | Rad.               | Notaire Député (1893-1898 et 1902-1906) Maire de Rodez (1882-1925)                                                                                            |
| 1922    | 1938 (décès) | Eugène Raynaldy                            | Rad.               | Avocat Maire de Rodez (1925-1935) Député (1919-1928) - Sénateur (1930-1938) Ministre (1924-1925 et 1933-1934)                                                 |
| 1938    | 1940 (décès) | Pierre Regourd (1864-1940)                 | Rad.               | Adjoint au maire de Rodez |
|         |              |                                            |                    | |
| 1943    | 1945         | Raymond Bonnefous                          | PSF                | Chirurgien, maire de Rodez (1935-1944) Nommé conseiller départemental en 1943                                                                                 |
|         |              |                                            |                    | |
| 1945    | 1973         | Raymond Bonnefous                          | CNIP               | Chirurgien Président du Conseil général (1949-1976) Député (1946) - Sénateur (1946-1971) Maire de Rodez (1935-1944) Elu en 1973 dans le canton de Rodez-Ouest |

### Conseillers d'arrondissement du canton de Rodez (de 1833 à 1940)
| Période                                  | Période      | Identité                         | Étiquette   | Qualité |
| ---------------------------------------- | ------------ | -------------------------------- | ----------- | --- |
| 1833                                     | 1840         | Henri Carcenac (1790-1855)       |             | Banquier, manufacturier, maire de Rodez (1830-1835)                                                         |
| 1840                                     | 1848         | Joseph-Marie Grandet (1787-1874) |             | Avocat |
| 1848                                     | 1852         | M. Labarthe                      |             | Avoué à Rodez                                                                                               |
| 1852                                     | 1867         | Adrien Rozier (1808-1885)        |             | Médecin-chef des hospices et des prisons à Rodez, maire de 1852 à 1869                                      |
| 1867                                     | 1874         | Anatole de Séguret (1832-1910)   |             | Maire de Luc (1859 à 1869)                                                                                  |
| 1874                                     | 1877         | M. Pachins                       |             | Juge à Rodez, Président du Conseil d'arrondissement                                                         |
| 1877                                     | 1889         | Édouard Vayssettes               |             | Faiencier à Rodez, propriétaire à Moyrazes, Président du Conseil d'arrondissement                           |
| 1889                                     | 1899 (décès) | François Albespy père            | Républicain | Docteur-médecin à Rodez, Président du Conseil d'arrondissement                                              |
| 1899                                     | 1904 (décès) | Auguste Foucras                  |             | Docteur-médecin à Moyrazes, Président du Conseil d'arrondissement                                           |
| Mars 1904                                | 1937         | Jean Durand                      | Radical     | Agriculteur, maire de Vors                                                                                  |
| 1937                                     | 1940         | Célestin Ricard                  | RG          | Maire de Moyrazes                                                                                           |
| 1940                                     |              |                                  |             | Les conseils d'arrondissement ont été suspendus par la loi du 12 octobre 1940 et n'ont jamais été réactivés |
| Les données manquantes sont à compléter. |              |                                  |             | |

### Conseillers généraux du canton de Rodez-Est (1973 à 2015)
| Période | Période          | Identité        | Étiquette    | Qualité |
| ------- | ---------------- | --------------- | ------------ | --- |
| 1973    | 1982             | François Rey    | UDF-PR       | Directeur de laboratoire d'analyses médicales Maire d'Onet-le-Château (1977-2001) |
| 1982    | 1988 (démission) | Marc Censi      | UDF puis UMP | Ingénieur Maire de Rodez Conseiller régional (1974-1987 et 1998-2004) Président du Conseil régional de Midi-Pyrénées(1987-1998) Maire de Rodez (1983-2008) Président de la communauté d'agglomération (1983-2008) |
| 1988    | 2004             | François Rey    | UDF-PR       | Maire d'Onet-le-Château (1977-2001) |
| 2004    | 2011             | Stéphane Bultel | PS           | Chef d'entreprise |
| 2011    | 2015             | Bernard Saules  | DVD          | Arbitre de football Ancien conseiller municipal de Rodez |

## Composition
- L'ancien canton de Rodez se composait des communes de : Druelle, Le Monastère, Luc, Moyrazes, Olemps, Onet-le-Château, Rodez, Sainte-Radegonde et Vors.

- Le canton de Rodez-Est se composait d’une fraction de la commune de Rodez et de deux autres communes[8]. Il comptait 13 844 habitants (population municipale) au 1er janvier 2012.

| Nom               | Code Insee | Intercommunalité       | Population (dernière pop. légale)               |
| ----------------- | ---------- | ---------------------- | ----------------------------------------------- |
| Rodez (chef-lieu) | 12202      | CA Rodez Agglomération | Fraction : 10 033(2012) Commune : 24 088 (2014) |
| Le Monastère      | 12146      | CA Rodez Agglomération | 2 136 (2014)                                    |
| Sainte-Radegonde  | 12241      | CA Rodez Agglomération | 1 759 (2014)                                    |

## Démographie

### Évolution démographique
En 2012, le canton comptait 13 844 habitants.
| 1975 | 1982 | 1990   | 1999   | 2006   | 2011   | 2012   |
| ---- | ---- | ------ | ------ | ------ | ------ | ------ |
| -    | -    | 14 157 | 13 740 | 14 481 | 13 815 | 13 844 |

### Âge de la population
La pyramide des âges, à savoir la répartition par sexe et âge de la population, du canton de Rodez-Est en 2009 ainsi que, comparativement, celle du département de l'Aveyron la même année sont représentées avec les graphiques ci-dessous.
La population du canton comporte 50 % d'hommes et 50 % de femmes. Elle présente en 2009 une structure par grands groupes d'âge légèrement plus jeune que celle de la France métropolitaine. 
Il existe en effet 153 jeunes de moins de 20 ans pour cent personnes de plus de 60 ans, alors que pour la France l'indice de jeunesse, qui est égal à la division de la part des moins de 20 ans par la part des plus de 60 ans, est de 1,06. L'indice de jeunesse du canton est également supérieur à celui  du département (0,67) et à celui de la région (0,89).
| Hommes | Classe d’âge | Femmes |
| ------ | ------------ | ------ |
| 0,3    | 90 ans ou +  | 0,2    |
| 4,5    | 75 à 89 ans  | 5,7    |
| 11,8   | 60 à 74 ans  | 12,9   |
| 22,8   | 45 à 59 ans  | 23,3   |
| 23,5   | 30 à 44 ans  | 24,4   |
| 15,5   | 15 à 29 ans  | 13,8   |
| 21,5   | 0 à 14 ans   | 19,6   |

| Hommes | Classe d’âge | Femmes |
| ------ | ------------ | ------ |
| 0,6    | 90 ans ou +  | 1,7    |
| 10,2   | 75 à 89 ans  | 14,2   |
| 16,9   | 60 à 74 ans  | 17,5   |
| 21,6   | 45 à 59 ans  | 20,3   |
| 18,9   | 30 à 44 ans  | 17,8   |
| 15,1   | 15 à 29 ans  | 13,4   |
| 16,7   | 0 à 14 ans   | 15,1   |